# Kościernica (gromada w powiecie białogardzkim)
Kościernica – dawna gromada, czyli najmniejsza jednostka podziału terytorialnego Polskiej Rzeczypospolitej Ludowej w latach 1954–1972.
Gromady, z gromadzkimi radami narodowymi (GRN) jako organami władzy najniższego stopnia na wsi, funkcjonowały od reformy reorganizującej administrację wiejską przeprowadzonej jesienią 1954 do momentu ich zniesienia z dniem 1 stycznia 1973, tym samym wypierając organizację gminną w latach 1954–1972.
Gromadę Kościernica z siedzibą GRN w Kościernicy utworzono – jako jedną z 8759 gromad na obszarze Polski – w powiecie białogardzkim w woj. koszalińskim na mocy uchwały nr 43/54 WRN w Koszalinie z dnia 5 października 1954. W skład jednostki weszły obszary dotychczasowych gromad Kościernica, Pękanino i Żelimucha ze zniesionej gminy Rogowo oraz obszar dotychczasowej gromady Pustkowo ze zniesionej gminy Pomianowo w tymże powiecie. Dla gromady ustalono 12 członków gromadzkiej rady narodowej.
Gromadę zniesiono 1 stycznia 1958, a jej obszar włączono do nowo utworzonej gromady Białogard w tymże powiecie.
Uwaga: Nie mylić z pobliską gromadą Kościernica w powiecie koszalińskim.